# Isocopris tarsalis
Isocopris tarsalis é uma espécie de besouros, que foi descrita pela primeira vez por Luederwaldt, em 1931. Isocopris tarsalis pertence ao gênero Isocopris e à família Scarabaeidae. É encontrado na América do Sul, mais especificamente, no Brasil.